# Passiflora mexicana
Passiflora mexicana là một loài thực vật có hoa trong họ Lạc tiên. Loài này được Juss. mô tả khoa học đầu tiên năm 1805.